# Dagný Brynjarsdóttir
Dagný Brynjarsdóttir (født 10. august 1991) er en islandsk fodboldspiller, der spiller for Selfoss i den islandske Úrvalsdeild og for Islands landshold. Fra 2016 til 2019 spillede hun for Portland Thorns FC i National Women's Soccer League (NWSL). Hun har tidligere spillet for Bayern München og for Florida State Seminoles.